# Theo Verschueren
Theofiel, dit Theo Verschueren (né le 27 janvier 1943 à Sint Jansteen (Pays-Bas)) est un coureur cycliste belge. Il a notamment été champion du monde de demi-fond en 1971 et 1972.

## Palmarès sur piste

### Championnats du monde
- Brno 1969
  -  Médaillé d'argent de demi-fond
- Leicester 1970
  -  Médaillé d'argent de demi-fond
- Varèse 1971
  -  Champion du monde de demi-fond
- Marseille 1972
  -  Champion du monde de demi-fond
- Montréal 1974
  -  Médaillé d'argent de demi-fond

### Six jours
- Six jours d'Anvers : 1968 (avec Sigi Renz et Emile Severeyns) et 1972 (avec René Pijnen et Léo Duyndam)

### Championnats d'Europe
- 1965
  -  Médaillé d'argent de la course derrière derny
- 1968
  -  Champion d'Europe derrière derny
- 1969
  -  Médaillé d'argent de la course derrière derny
- 1970
  -  Médaillé d'argent de la course derrière derny
- 1971
  -  Champion d'Europe derrière derny
  -  Médaillé d'argent du demi-fond
- 1972
  -  Champion d'Europe derrière derny derny
  -  Médaillé d'argent du demi-fond
- 1973
  -  Champion d'Europe derrière derny
- 1974
  -  Champion d'Europe derrière derny

### Championnats nationaux
- Champion de Belgique derrière derny : 1965, 1968, 1969, 1970, 1971 et 1973
- Champion de Belgique de l'américaine : 1965 (avec Robert Lelangue)
- Champion de Belgique de demi-fond : 1969, 1970, 1971 et 1973

## Palmarès sur route

### Par année
- 1960
  - 3e du championnat de Belgique sur route débutants
- 1962
  - Coupe Marcel Indekeu
- 1963
  - Classement général du Tour de Belgique amateurs
  - 5eb étape du Tour de Belgique indépendants
  - Trois Jours d'Hénin-Liétard :
    - Classement général
    - Une étape (contre-la-montre)

  - Ronde des Flandres
  - 2e du Tour de Belgique indépendants
  - 3e du championnat de Belgique sur route indépendants
- 1964
  - Flèche du port d'Anvers
  - Grand Prix d'Orchies
  - 2e du Grand Prix Flandria
- 1965
  - 5eb étape des Quatre Jours de Dunkerque (contre-la-montre par équipes)
- 1966
  - Omloop van de Westkust
  - Prologue du Tour de Romandie (contre-la-montre par équipes)
  - 2e du Grote Prijs Dr. Eugeen Roggeman
- 1967
  - 2e du Circuit de Flandre centrale
- 1972
  - Puivelde Koerse

### Résultats sur les grands tours

#### Tour d'Italie
1 participation 
- 1967 : abandon

#### Tour d'Espagne
1 participation 
- 1970 : non-partant (12e étape)